# Demografía de Haití

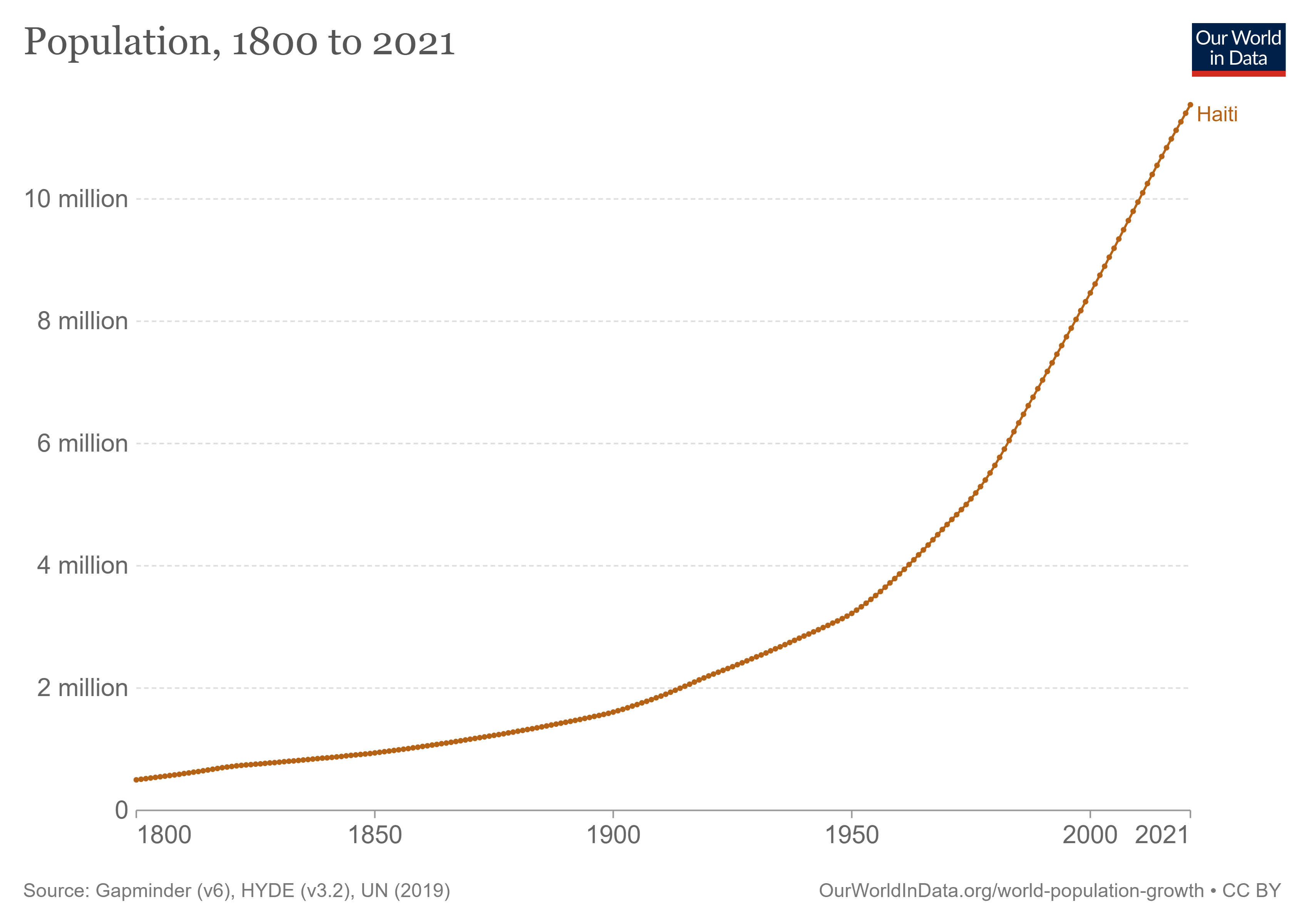
Evolución demográfica de Haití.

Aunque Haití promedia cerca de 270 personas por kilómetro cuadrado, su población está concentrada más fuertemente en las zonas urbanas, planicies costeras y valles. Cerca del 96% de los haitianos son de ascendencia africana. El resto de la población es mayormente mulata, o de ascendencia caucásico-africana. Unos pocos son de herencia levantina. Alrededor de dos tercios de la población vive en zonas rurales.
El criollo haitiano es uno de los dos idiomas oficiales hablado por casi todos los haitianos, pero el francés es hablado por menos del 10% de la población. Casi todos los haitianos hablan Krèyol (Criollo), el otro idioma oficial del país. El español es hablado principalmente en las zonas limítrofes a la República Dominicana.La emmigración haitiana existió de manera focalizada en la zona fronteriza tras concluir la guerra de independencia en 1856. Sin embargo el masivo éxodo de haitianos a la parte oriental de la isla comenzó tras el inicio de la ocupación estadounidense de Haití.

## Historia
La isla estaba habitada por pueblos indígenas. El 17 de diciembre de 1492 Cristóbal Colón llegó a La Española, parte de las que serían luego llamadas Antillas Mayores, y la isla pasó a formar parte del Imperio español. Antes de la llegada de los españoles, estaba habitada por las etnias arawak, caribes y taínos. La parte occidental de la isla fue poblada filibusteros, ambos de origen francés. Primero ocuparon la Isla de la Tortuga. En 1697, España cedió a Francia esa parte de la isla por el Tratado de Ryswick, constituyéndose el Saint Domingue francés.
Durante el siglo XVIII los franceses introdujeron 20.000 esclavos al año en la colonia, con una expectativa de vida de solo 10 años. Durante ese siglo la población esclava de la colonia pasó de 100.000 a 500.000.La estructura social y demográfica de caracterizó por una minoría francesa y Creole que representaba menos del 5 por ciento de la población, generalmente de ascendencia europea y una minoría mestiza calculada para inició del siglo XIX en un diez por ciento, junto a una mayoría de población negra sometida a la esclavitud.
En 1791, los esclavos y algunos criollos dominicanos participaron en la ceremonia vudú Bois Caïman y planearon la revolución haitiana. Tras la independencia se produce la matanza de blancos en Haití de 1804 fue un genocidio ejecutado por los haitianos negros contra la población blanca de criollos franceses (o franco-haitianos) por órdenes de Jean-Jacques Dessalines, líder de la revolución haitiana y primer emperador del país por lo que la población blanca fue masacrada o debió huir de la isla desapareciendo como minoría. En la constitución de 1805, todos los ciudadanos se definían como «negros». La constitución también prohibió a los hombres blancos poseer tierras, a excepción de las personas ya nacidas o nacidas en el futuro de mujeres blancas que se naturalizaron como ciudadanos haitianos, y los alemanes y polacos que obtuvieron la ciudadanía haitiana. La masacre tuvo un efecto duradero en la visión de la revolución haitiana. Ayudó a crear un legado de hostilidad racial en la sociedad haitiana.
Haití ha sido tradicionalmente un país de emigración. Tras la invasión estadounidense supuso la salida de grandes sumas de dinero y ralentizó el crecimiento económico, afectando a la población. En los diecinueve años siguientes más de un millón de haitianos abandonaría el país.
Para fines del siglo XX la casi totalidad d la población de Haití está compuesta por descendientes de negros africanos, que fueron llevados como esclavos en la época colonial y una minoría de  menos de dos por ciento de mulatos.

## Religión
El catolicismo es la religión estatal, la cual es profesada por la mayoría. Algunos se han convertido al protestantismo. Muchos haitianos practican también las tradiciones vudú, sin ningún conflicto con su fe cristiana.

## Educación
Aunque la educación pública es gratuita, escuelas privadas y parroquiales proveen cerca del 75% de los programas educativos y menos del 65% de los elegibles para la educación primaria están inscritos en ella. A nivel secundario, esta cifra cae al 15%. Sólo un 63% de los inscritos terminará la educación primaria. Aunque los haitianos valoran la educación, muy pocos pueden cubrir los costos de enviar a sus hijos a escuelas secundarias. Las remesas enviadas por haitianos viviendo en el extranjero son de vital importancia a la hora de pagar los costos educativos.

## Estructura de población
El país experimenta una emigración a gran escala, principalmente hacia los Estados Unidos, pero también a Canadá (fundamentalmente a la provincia de Quebec), Argentina, Chile, Costa Rica, Panamá, República Dominicana, Francia, las Bahamas y otras regiones del Caribe. Aproximadamente uno de cada seis haitianos vive fuera de Haití.
Población: 9.005.817 (est. noviembre de 2010)
Estructura por edades: (est. 2010)
0-14 años: 42,7% (hombres 1.637.853; mujeres 1.575.893)

15-64 años: 53.6% (hombres 1,962,975; mujeres 2,073,353)

más de 65 años: 3.7% (hombres 131,784; mujeres 145,959)
Edad promedio: (2002)

Total: 17.9 años

Hombres: 17.4 años

Mujeres: 18.5 años
Tasa de crecimiento de la población: 1.67% (est. 2003)
Tasa de natalidad: 34.06 nacimientos/1,000 habitantes (est. 2003)
Tasa de mortalidad: 13.36 muertes/1,000 habitantes (est. 2003)
Proporción hombres-mujeres: (est. 2003)

nacimiento: 1.05 hombre(s)/mujer

menores de 15 años: 1.04 hombre(s)/mujer

15-64 años: 0.95 hombre(s)/mujer

mayores de 65 años: 0.9 hombre(s)/mujer

Población total: 0.98 hombre(s)/mujer
Tasa de mortalidad infantil: (est. 2003)

Total: 76.01 muertes/1,000 nacimientos vivos

Mujeres: 70.15 muertes/1,000 nacimientos vivos

Varones: 81.59 muertes/1,000 nacimientos vivos
Esperanza de vida al nacer: (est. 2003)

Población total: 51.61 años

Hombres: 50.36 años

Mujeres: 52.92 años
Tasa total de fertilidad: 4.86 hijos/mujer (est. 2003)
VIH/SIDA - adultos infectados: 250,000 (est. 2001)
VIH/SIDA - muertes: 30,000 (est. 2001)
Nacionalidad:

Nombre: Haitiano(a)

Adjetivo: Haitiano(a)

Grupos étnicos: negros 95%, mulatos y blancos 5%
Religiones: católicos 80%, protestantes 16% (bautistas 10%, pentecostales 4%, adventistas 1%, otros 1%), ninguno 1%, otros 3% (1982)

Nota: aproximadamente la mitad de la población practica el vudú
Idiomas: francés (oficial), creole (oficial), español (no oficial).
Alfabetismo: (est. 2003)

Definición: Mayores de 15 años que saben leer y escribir

Población total: 52.9%

Hombres: 54.8%

Mujeres: 51.2%
Evolución demográfica
- Durante el siglo XVIII se introdujeron 20.000 esclavos al año en la colonia, con una expectativa de vida de solo 10 años. Durante ese siglo la población esclava de la colonia pasó de 100.000 a 500.000.[2]
- 1788: 455.000 habitantes.[8]
- 1790: 500.000 habitantes, solo 38.360 blancos y 28.370 libertos (mayoría mulatos).[9]
- Durante la Revolución Haitiana mueren 100.000 negros y 24.000 blancos (1791-1804).[10]
- 1804: 380.000 habitantes.[11]
- 1850: 938.000 ha.[12]
- 1880: 570.000 ha.[13]
- 1900: 1.270.000[12]-2.000.000 ha.[11]
- 1950: 3.100.000 ha.[14]
- 1963: 4.000.000 ha.
- 1983: 6.000.000 ha.
- 1999: 8.000.000 ha.[15]